# Clitoria obidensis
Clitoria obidensis är en ärtväxtart som beskrevs av Huber. Clitoria obidensis ingår i släktet Clitoria, och familjen ärtväxter. Inga underarter finns listade i Catalogue of Life.